# قورنثيا
قورِنْثِيا من مقاطعات اليونان. من مدنها أثيكيا هي منطقة شبه جزيرة البيلوبونيز الإقليمية للشمال وعاصمتها هي مدينة كورنثوس. هي ثالث أكبر منطقة الإقليمية من سكان شبه الجزيرة والمناطق الإقليمية الأكثر اكتظاظا بالسكان في محيط بيلوبونيز.